# Satan's Angel
Satan's Angel, née Angel Cecelia Helene Walker le 18 septembre 1944 à San Francisco et morte le 11 avril 2019, est une danseuse exotique américaine spécialisée dans le striptease et une légende du burlesque américain,,.

## Carrière
Satan's Angel a commencé à danser à San Francisco, en 1961, après avoir gagné un concours de striptease amateur au Moulin Rouge, une boîte de nuit de North Beach. Son nom de scène complet est Satan's Angel, the Devil's Own Mistress, Queen of the Fire Tassels, littéralement en français : L'ange de Satan, la propre maîtresse du diable, la reine des pompons de feu. Elle a également dansé sous les autres noms de scène Tassel Tossin' Angel, Angel Dahl, Angel the Body, Satana Angel et Satin Angel.
La signature de Satan's Angel est d'allumer ses pompons, « puis d'éteindre les flammes au moyen d'une rotation mammaire intense »,,,.
Elle fait parfois tournoyer cinq pompons à la fois - deux sur ses tétons, deux sur ses fesses et un sur son nombril,.
Elle se produit à San Francisco, dans les années 1960, dansant dans des boîtes de nuit petites et grandes, dont l'Esquire, le Galaxie et le Condor Club (en). Elle est également bassiste avec The Hummingbirds, un groupe de reprises aux seins nus entièrement féminin qui se produit tous les soirs au Tipsy's de North Beach,. Plus tard, à Las Vegas, dans les années 1970 et jusqu'au milieu des années 1980, elle est engagée par de grands promoteurs du burlesque, comme Barry Ashton et Harold Minsky et danse au Palomino Club (en), à l'Aladdin, au Silver Slipper (en) et au Minsky (en),,. Elle fait également une tournée aux États-Unis et dans le reste du monde avec son numéro.
Lorsqu'on lui demande pourquoi elle a choisi de faire carrière dans le burlesque, elle réponde qu'elle voulait la vie glamour de Gypsy Rose Lee. Elle a également déclaré avoir emprunté des éléments artistiques à Mae West, Lili St-Cyr, Ann Corio, Sally Keith et Carrie Finnell pour créer son personnage de scène, Satan's Angel,,.
Elle se retire du burlesque, en 1985, après vingt-quatre ans, mais elle sort de sa retraite en 2002,. Depuis lors, elle se produit dans le cadre du concours Miss Monde Exotique - en 2005 dans la partie Légendes du programme, et en 2006 dans le cadre de la Cavalcade des étoiles classiques. Elle a également participé à la convention burlesque annuelle Tease-O-Rama et à de nombreux spectacles new burlesque,,,,.
En plus des spectacles, Satan's Angel donne des cours de striptease burlesque et de pompons de feu. Catherine D'lish, strip-teaseuse et danseuse burlesque, qualifie Satan's Angel de « pionnière dans sa profession ».